# Heráldica y vexilología municipales de Daimiel

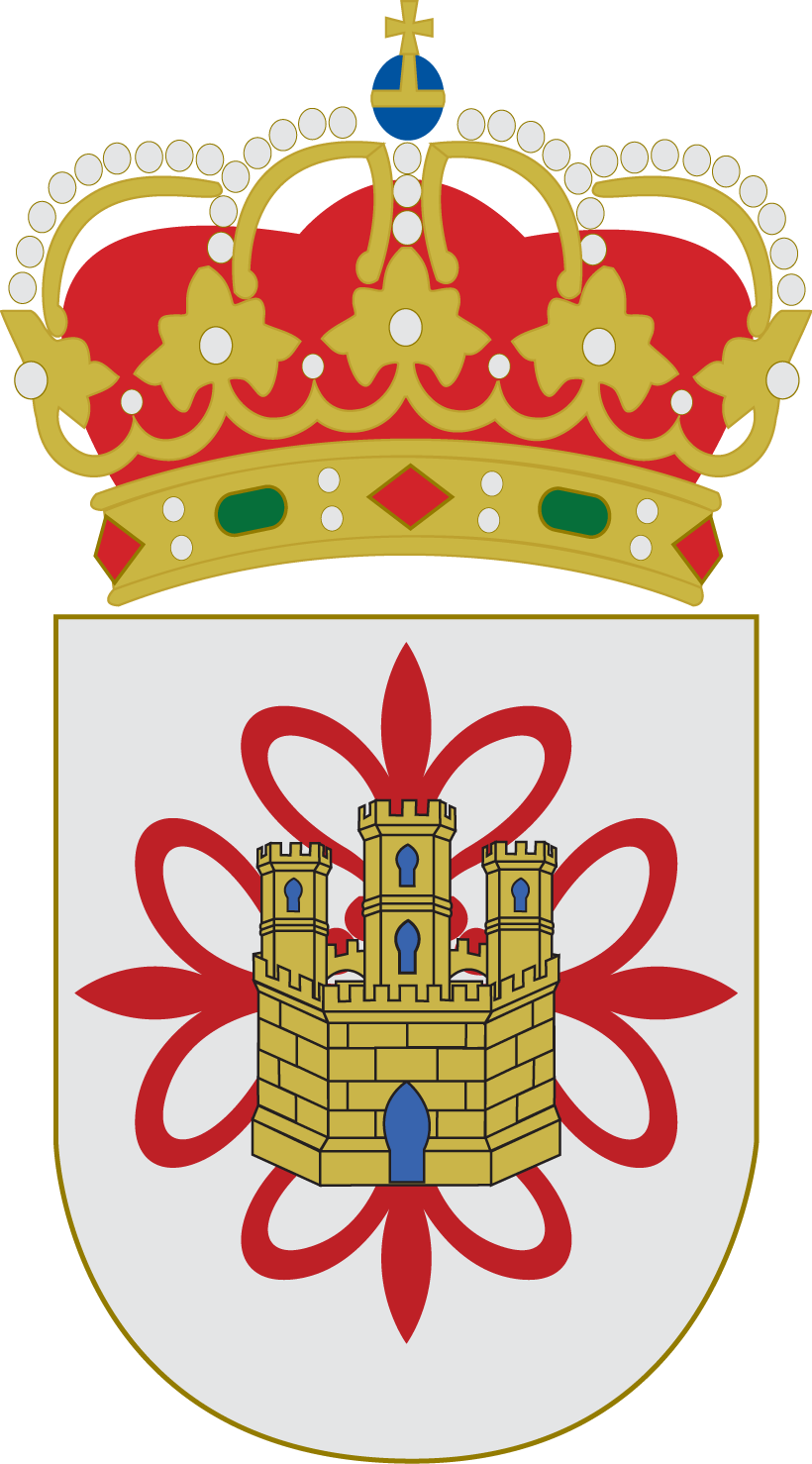
Escudo de Daimiel (provincia de Ciudad Real).

Las normas de creación y diseño heráldicos de los blasones gentilicios españoles son dictadas por la Real Academia de la Historia mediante el preceptivo informe, del académico correspondiente, que deberán acatar los consistorios municipales solicitantes.

## Escudo de Daimiel
El escudo del ayuntamiento de la ciudad de Daimiel (provincia de Ciudad Real), es de uso inmemorial y no se trata de un blasón de reciente creación como los de la mayoría de villas y municipios españoles. Se trata, ni más ni menos, que de las armas puras que traía en sello el concejo de la antigua encomienda (ss. XIII - XIX) calatraveña de este nombre, a saber: el castillo de oro y acolada la cruz de Calatrava.
Un castillo, porque la villa surgirá alrededor de la fortaleza edificada por los caballeros calatravos en defensa, y ataque, contra el Islam fronterizo de allende Sierra Morena. Además, la propia encomienda se justificaba por el castillo, del cual el comendador siempre fue alcaide. Naturalmente, la tipología del castillo es la del Real de Castilla. La colorada cruz de Calatrava era, y es, el signo identificativo de la Orden Militar de su mismo nombre, y pregona la  dependencia de la villa, cuya jurisdicción ostentaban los freiles caballeros. Heráldicamente se suele utilizar la venera barroca, de brazos cerrados al centro, aunque si se pintara un castillo de diseño medieval habría que utilizar entonces una cruz flordelisada de brazos abiertos. El fondo del escudo será blanco, color del hábito y banderas de los monjes-soldado hispánicos. 
A finales del siglo XV los Reyes Católicos nacionalizaron a las tres Órdenes Militares castellanas, con permiso del Papa, por supuesto, pues no olvidemos que eran también verdaderas Órdenes Religiosas. Esto supuso el fin de los poderosos maestrazgos dependientes nominalmente de Roma, y la asunción por parte del rey de Castilla del control político y administrativo de las Órdenes de Santiago, Calatrava y Alcántara (y de sus extensos dominios) como Administrador Perpetuo de las mismas, así como la posterior creación del Consejo de las Órdenes. Por eso las encomiendas de las Órdenes Militares pasaron de ser lugares de señorío a convertirse en cuasi-realengos; es por esto que sus escudos han de estar timbrados con una corona real, cerrada, y no con la correspondiente a algún señorío nobiliario.

La descripción heráldica de este escudo es la siguiente:
Escudo español.
En campo de plata, una cruz flordelisada de gules cargada de un castillo de oro, levantado y donjonado, mazonado de sable y aclarado de azur. Timbrado de corona real española.
En sesión de 24 de mayo de 1974, la Real Academia de la Historia (en informe oficial) aprobó la composición sugerida el 18 de abril por el Marqués de Siete Iglesias para el escudo de armas municipales del Ayuntamiento de Daimiel, con la siguiente descripción: "Escudo a la española, en campo de plata la Cruz de Calatrava de gules, resaltada de una torre donjonada de oro, mazonada y aclarada de sable. Timbrado con corona real abierta". BRAH, Tomo CLXXII, Nº III, Año 1975, pp. 722-723.

## Bandera de Daimiel
La bandera del municipio consiste en un paño rectangular dividido en dos partes por una línea diagonal, ascendente desde el lado del mástil. La mitad superior de la bandera es de color púrpura y la inferior es blanca. En el centro de la enseña figura el escudo de la población.